# Datorspelsåret 2003

## Händelser

### Januari
- 1 januari-31 december - Datorspel till datorer fortsätter tappa mark till konsolspel under året, och i USA minskar försäljningen av datorspel till datorer med 14 % under 2003.

### Februari

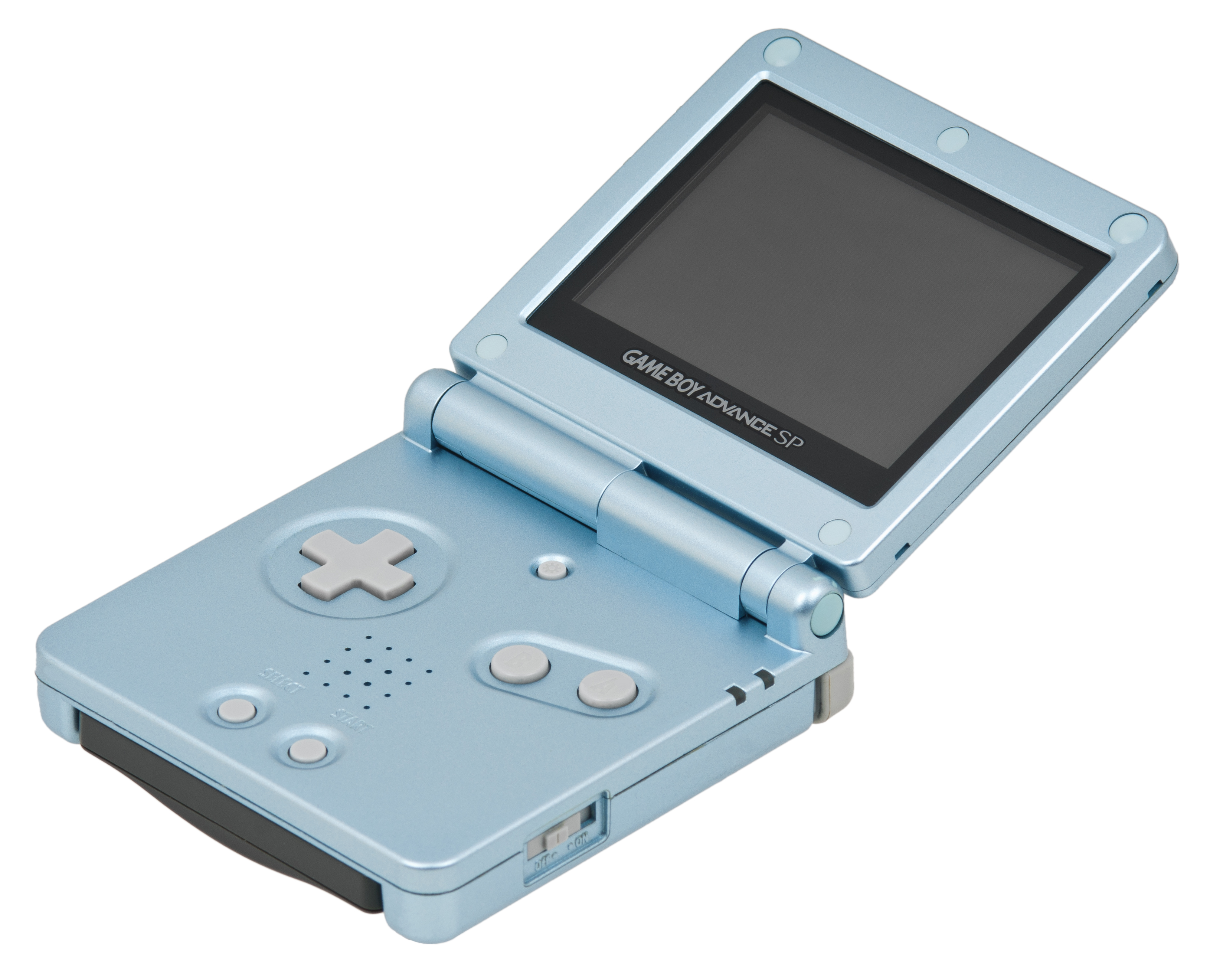
Game Boy Advance SP

- 14 februari - Nintendo lanserar den bärbara spelkonsolen "Game Boy Advance SP" i Japan.

### Mars
- 23 mars - Nintendo lanserar den bärbara spelkonsolen Game Boy Advance SP i Nordamerika.
- 28 mars - Nintendo lanserar den bärbara spelkonsolen Game Boy Advance SP i PAL-regionen.

### April
- 1 april — Enix Corporation och Square Co., Ltd. går samman, och skapar Square Enix Co., Ltd.[1]

### Maj
- 14-16 maj - Den nionde årliga E3-mässan hålls i Los Angeles i Kalifornien i USA.[2]

### September
- September - Nintendo upphör producera spelmaskinerna Famicom och Super Famicom i Japan.

## Spel släppta år2003
- Harry Potter och fången från Azkaban

### Game Boy Advance
- Hamtaro: Rainbow Rescue
- Mission: Impossible - Operation Surma
- Teenage Mutant Ninja Turtles
- 26 september - Shin Megami Tensei II[3]

### Gamecube
- The Legend of Zelda: The Wind Waker
- Metroid Prime
- F-Zero GX
- Mario Kart: Double Dash!!
- Mission: Impossible - Operation Surma
- NHL 2004
- NHL Hitz Pro
- Resident Evil: Code Veronica

### Microsoft Windows
- Command & Conquer: Generals
- Ghost Master
- Postal 2
- Halo: Combat Evolved
- Star Wars: Knights of the Old Republic
- Unreal II: The Awakening
- Unreal Tournament 2003
- NHL 2004

### Playstation 2
- NHL 2003
- NHL Hitz Pro

### Xbox
- Unreal II: The Awakening
- Mission: Impossible - Operation Surma
- NHL 2004
- NHL Hitz Pro

### Fotnoter
1. ↑  Darryl Kaye (29 maj 2011). ”The History Of Square Enix: The Formation” (på engelska). Garmingunion. Arkiverad från originalet den 22 februari 2014. https://web.archive.org/web/20140222070028/http://www.gamingunion.net/news/the-history-of-square-enix-the-formation--5250.html. Läst 10 februari 2014.
2. ↑  ”Attendance and Stats” (på engelska). IGN. http://www.ign.com/wikis/e3/Attendance_and_Stats. Läst 21 maj 2015.
3. ↑  ”真・女神転生II” (på japanska). Famitsu. Arkiverad från originalet den 23 maj 2013. https://web.archive.org/web/20130523072352/http://www.famitsu.com/cominy/?m=pc&a=page_h_title&title_id=574. Läst 14 juni 2015.